# Малое Насоново
Малое Насоново (до 17 октября 2012 года Насоново) — деревня в Дмитровском районе Московской области, в составе сельского поселения Синьковское. Население — 8 чел. (2010). До 2006 года Насоново входило в состав Кульпинского сельского округа. Население — 8 чел. (2010).

## Расположение
Деревня расположена в западной части района, примерно в 24 км к западу от Дмитрова, на междуречье Яхромы и Лутосни, высота центра над уровнем моря 220 м. Ближайшие населённые пункты — Нестерцево на северо-востоке и Сальково на северо-западе.

## Население
| 2002 | 2006 | 2010 |
| ---- | ---- | ---- |
| 13   | ↘5   | ↗8   |